# Alejandro Desilvestre
Alejandro Desilvestre (Buenos Aires, Argentina, 30 de septiembre de 1972) es un cantante, músico y compositor de rock y pop argentino de vasta trayectoria. 

## Biografía
Desilvestre comenzó su carrera artística en 1985, cuando es convocado por Miguel Zavaleta para tocar los teclados en la banda Suéter, tras el alejamiento del tecladista anterior, Fabián Quintiero, cuando este último ingresó a Soda Stereo. Desilvestre grabó junto a Suéter el álbum 20 caras bonitas, que fue producido por Charly García y fue editado en 1985, siendo este trabajo el que consagraría a dicha agrupación. En ese mismo año, participa como tecladista invitado en el disco La máquina del tiempo, perteneciente al grupo Los Twist. Tras realizar giras con Suéter, en 1987 abandona el grupo para formar finalmente su nueva banda se llamaría La KGB, formada en ese mismo año. Un año más tarde, con esta nueva formación, edita su disco homónimo y contaría con la participación de los hermanos Andrés y Javier Calamaro; siendo el primero en haber producido el material.
En 1988, la banda es convocada junto con el grupo brasileño Os Paralamas do Sucesso; para ser teloneros de la cantante de rock estadounidense Tina Turner, durante su gira Break Every Rule '87-'88. Este concierto, fue llevado a cabo en el estadio de River Plate, ante más de 60.000 espectadores. A mediados de ese mismo año editaron su segunda y última producción, titulada Disidentes. Tras un par de cambios en la formación y una extensa gira por Latinoamérica, tocando en ciudades como México, donde hizo presentaciones y especiales para la cadena de televisión Televisa, Desilvestre disuelve la banda. En 1989 la KGB, es convocada al festival por la Democracia, en la Avenida 9 de Julio y tocan ante 250 mil  personas junto artistas como Soda Stereo.
A comienzos de los años 1990, formaría su segunda banda, llamada El Dorado, grupo que mezclaría rock con funk y que lanzarían su primer y único disco homónimo, editado por el sello Radio Trípoli Discos. En este material, contaría con la participación de El Negro García López y Gringui Herrera y contendría versiones de «Skabio» de Los Auténticos Decadentes y «I Can't Be Without You» de Lenny Kravitz. Tras no poder tener apoyo de Radio Trípoli, Desilvestre disuelve El Dorado, a comienzos de 1994. A mediados de los noventa, Desilvestre se estableció en Franckfurt, Alemania. A mediados del año 2000, se establecido en la capital mexicana del DF y luego en Monterrey.
En el año 2009, graba su primer disco solista, titulado «Tengo», en los estudios de Paco Ayala y Tito Fuentes, ambos integrantes de la agrupación mexicana Molotov. Este trabajo, fue masterizado en los estudios Sonic Ranch, en Estados Unidos. En el año 2013, radicado nuevamente en Argentina, editó su disco «Vuela», grabado en vivo en la Sala Siranush. De ese álbum se desprende el videoclip de «Vuela», realizado especialmente en Londres para la cadena BBC.
En el año 2015, editó su tercera placa, titulada Sigamos, que fue producido por Tito Losavio, quien además toca la guitarra en todas las canciones juento a su banda "Los Perros de la Luna" compuesta por Beno Guelbert Bajo  Nico Simone  Guit Joaquin Rivero guit  Y Martina Boxider en Bat y cuenta con la participación de Fabiana Cantilo en «Suéltalo», Marcelo Moura en «Mujer»; Javier Calamaro en «Mil horas más», Pilo Gómez en «Len» y Ana Naón en los coros de «Mujer», «No se va a llamar mi amor» (de Charly García) y «Vuela».
En el año 2016, filmó un videoclip con Javier Calamaro"Mil horas más" grabado en barrancas belgrano, en el que era el domicilio de Alejandro.
En el año 2017, realizó varias presentaciones, pero entre ellas se destaca la realización del videoclip de "Sueltalo" y "Estar bien" en la sala Siranush.
En el año 2018, año de presentaciones varias veces en el Teatro Monteviejo en CABA, Buenos Aires y en el festival Wine Rock en Mendoza junto a grandes artistas como Coti y  Kevin Johansen entre otros. 
En el año 2019, Gran show en La Trastienda y nuevamente convocado al Wine Rock junto a artistas de la talla de Coti, Babasonicos, Enanitos Verdes. Para luego comenzar con la creación de canciones nuevas para el próximo disco. 
En el año 2020, filmación del video del tema "La Revelación" en Bariloche y próxima salida el nuevo disco "Todo Volvio" que se lo puede escuchar en todas las plataformas digitales como Spotify,YouTube, Itunes, etc.
En 2023 Acaba de lanzar en You Tube  el Video del Tema Inspiración producido por Newa Feel, con la colaboración de Diego Montero Pablo Abate y Francisco Bochatón. 
En Inspiración  tocan Tito Losavio Beno Guelbert Nico Simone Joaquin Rivero y Martina Boxider y Alejandro Desilvestre 
En 2023 Se presentó con su banda en el Teatro Lucille  

## Discografía
- 1985: 20 caras bonitas de Suéter
- 1985: La máquina del tiempo de Los Twist
- 1987: La KGB de La KBG
- 1988: Disidentes de La KBG
- 1992: El Dorado de El Dorado
- 2009: Tengo como solista
- 2013: Vuela como solista
- 2015: Sigamos como solista
- 2019   La Revelación